# Eunice Odio
Eunice Odio (née le 18 octobre 1919 à San José et morte le 23 mars 1974 à Mexico) est une poète costaricienne, naturalisée guatémaltèque puis mexicaine.

## Biographie
Eunice Odio naît le 18 octobre 1919 à San José. À quatre ans, elle commence à s'enfuir de chez elle, parfois pendant plusieurs heures, et cette pratique continue pendant toute son enfance.
En 1938, à 16 ans, elle se marie. Trois ans plus tard, elle rompt l'union, et elle n'aura jamais d'enfants. Elle change régulièrement d'identité, utilisant divers pseudonymes dont celui de Catalina Mariel.
Elle vit au Costa Rica, puis quitte le pays, trouvant ses compatriotes trop conformistes. Elle vit ensuite au Guatemala, dont elle obtient la nationalité, à Cuba, au Nicaragua, aux États-Unis et enfin au Mexique, à partir de 1962, où elle rédige l'essentiel de ses œuvres les plus connues. Elle ne participe à aucune communauté littéraire, refusant l'action collective en politique comme dans l'art. Elle fréquente cependant plusieurs poètes des groupes Poema Largo et Contemporaneos, notamment Homero Aridjis et Carlos Pellicer. En parallèle, elle travaille comme journaliste, professeure d'anglais et de français.
Le 15 septembre 1947, elle reçoit le prix de poésie 15 de Septiembre avec son premier recueil, Los elementos terrestres,.
Elle est connue pour sa beauté et pour son tempérament mystique, sa poésie étant surréaliste et ancrée dans les mythes épiques,. Dans ses correspondances, publiées après sa mort, elle parle de la poésie comme pouvoir spirituel, de sa relation personnelle avec l'archange Michel et de sa relation avec les communautés littéraires qu'elle connaît. Elle n'aime pas publier ses écrits, bien qu'elle soit très prolifique pour les produire. Elle assemble une anthologie de ses propres poèmes, Territorio del alba, qu'elle ne parvient pas à finir avant sa mort.
Vers la fin de sa vie, elle souffre d'alcoolisme et vit dans la misère. Elle meurt le 23 mars 1974 à Mexico, seule et dans des circonstances mystérieuses. Son cadavre est retrouvé plus d'une semaine après sa mort.
De son vivant, elle refuse de parler de sa vie personnelle, estimant que les artistes ne doivent être connus que par leur œuvre. Cependant, ses correspondances sont publiées après sa mort, lui servant d'autobiographie.

## Postérité
Son travaille commence à être redécouvert dans les années 1980.
En 2012, l'université du Costa Rica organise une table ronde au sujet de la poésie, observant un mouvement de redécouverte de son travail depuis le milieu des années 2000 au Costa Rica et au Mexique.